# Accompagnement à la scolarité
Souvent confondu avec le soutien scolaire, l'accompagnement à la scolarité en est pourtant bien distinct. Les structures portant l'accompagnement à la scolarité (associations, mairies...) ont recours le plus souvent à des bénévoles sans connaissances particulières (des mères ou des pères, des retraités). Car le but est certes la réalisation des leçons et devoirs, avec l'acquisition de méthodes, mais aussi de favoriser les rencontres inter-générationnelles, la ré-appropriation des savoirs de manière dites "transversales", la sensibilisation des jeunes à d'autres centres d'intérêt, l'expression, l'usage des Technologies de l'information et de la communication (TIC), l'autonomie, etc.
Mais l'accompagnement à la scolarité vise aussi à être un trait d'union entre l'école et les parents et une ouverture sur les ressources culturelles du quartier ou de la ville.

## Les objectifs
L'accompagnement à la scolarité permet de constituer, dans le cadre d'un lieu-tiers (ni l'école, ni le domicile familial), un espace d'apprentissage pour l'enfant / le jeune dans lequel il va pouvoir consolider les compétences et les appétences requises par et pour les apprentissages. C'est un lieu où il va pouvoir s'interroger sur ce qu'il est en train d'apprendre à l'école, développer des méthodologies de travail et faire le lien avec d'autres centres d'intérêt.

## Le rôle des accompagnateurs
La tâche de l'accompagnateur exige une compétence fondée sur l'expérience, et notamment une bonne connaissance de l'environnement social et culturel immédiat, un bon degré d'information sur le fonctionnement de la scolarité, un sens aigu de la relation avec les enfants et les jeunes, comme avec leur famille.
Le caractère laïque de la démarche et le refus de tout prosélytisme sont des critères de choix impératifs. 
Indépendamment de ses qualifications, il est à l'écoute, disponible et sait établir une relation de confiance avec l'enfant ou le jeune, les familles et l'école. Il est engagé dans une démarche de solidarité.

## La diversité unie dans une charte nationale
La charte de l'accompagnement à la scolarité est le document de base qui cadre les participants, bénévoles ou professionnels en énonçant les objectifs de l'action.
Le guide de l'accompagnement à la scolarité est le guide pratique à destination des accompagnateurs.